# فارسوفسکی
فارسوفسکی (به لاتین: Farsovsky) یک منطقهٔ مسکونی در روسیه است که در شهرستان گیاگینسکی واقع شده‌است.